# Drosophila arauna
Drosophila arauna är en tvåvingeart som beskrevs av Crodowaldo Pavan och Nacrur 1950. Drosophila arauna ingår i släktet Drosophila och familjen daggflugor.
Artens utbredningsområde är Brasilien.